# Колыон
Колыо́н — село в Ижморском районе Кемеровской области. Является административным центром Колыонского сельского поселения.

## География
Центральная часть населённого пункта расположена на высоте 185 метров над уровнем моря.

## Население
По данным Всероссийской переписи населения 2010 года, в селе Колыон проживает 697 человек (331 мужчина, 366 женщин).